# Люк-ла-Примоб
Люк-ла-Примо́б (фр. Luc-la-Primaube, окс. Luc) — коммуна во Франции, находится в регионе Окситания. Департамент — Аверон. Входит в состав кантона Западный Родез. Округ коммуны — Родез.
Код INSEE коммуны — 12133.
Коммуна расположена приблизительно в 510 км к югу от Парижа, в 120 км северо-восточнее Тулузы, в 6 км к юго-западу от Родеза.

## Население
Население коммуны на 2008 год составляло 5544 человека.
| 1962 | 1968 | 1975 | 1982 | 1990 | 1999 | 2008 |
| ---- | ---- | ---- | ---- | ---- | ---- | ---- |
| 1428 | 1864 | 2613 | 3674 | 4036 | 4719 | 5544 |

## Экономика
В 2007 году среди 3483 человек в трудоспособном возрасте (15—64 лет) 2728 были экономически активными, 755 — неактивными (показатель активности — 78,3 %, в 1999 году было 74,0 %). Из 2728 активных работали 2607 человек (1317 мужчин и 1290 женщин), безработных было 121 (63 мужчины и 58 женщин). Среди 755 неактивных 255 человек были учениками или студентами, 354 — пенсионерами, 146 были неактивными по другим причинам.

## Фотогалерея
- Церковь
- Мэрия
- Памятник погибшим в Первой мировой войне
- Замок Планез